# 洪门镇 (新乡市)
洪门镇，是中华人民共和国河南省新乡市红旗区下辖的一个乡镇级行政单位。

## 行政区划
洪门镇下辖以下地区：
新兴社区、洪翔社区、兴隆社区、阳光社区、东旭社区、滨湖社区、大学城社区、洪门村、保安堤村、张堤村、赵楼村、公村、乔榭村、原堤村、骆驼湾村、张庄村、段村、留庄营村、关堤村、申店村和陈庄村。